# ميتش أندرسون
ميتش أندرسون (بالإنجليزية: Mitch Anderson)‏ هو منتج أفلام وكاتب سيناريو ومخرج أمريكي، ولد في 1967 في رومانيا.